# 清水卯一
清水 卯一（しみず ういち、1926年3月5日 - 2004年2月18日）は日本の陶芸家。京都府京都市東山区五条生まれ。1985年人間国宝に認定。

## 略歴
1926年（大正15年）3月5日、京焼陶磁器卸問屋を営む生家の長男として誕生した。
11歳で父が急死したため、1938年（昭和13年）、家業を継ぐことを目的として立命館商業学校（後の新制立命館高等学校）に入学するも、作陶に興味を抱き同校を2年修了後の1940年に中退。14歳で石黒宗麿に師事し、通い弟子として陶芸を学ぶ。しかし国の戦時体制強化が影響したため弟子期間は数か月に終わり、その後は自宅にろくろ場を設け自作を開始した。
翌1941年国立京都陶磁試験場に伝習生として入所、同所では日根野作三、水町和三郎の指導を受けた。1943年に京都市立工業研究所窯業部助手になるが終戦と共に職を辞し、その後は自宅陶房を中心に陶芸活動に専念した。
1947年に前衛陶芸家集団「四耕会」の結成に参加したほか、1949年には「緑陶会」「京都陶芸家クラブ」などの結成にも参加している。1957年より日本工芸会正会員。
1958年（昭和33年）開催のブリュッセル万国博覧会にてグランプリを獲得し日本国外でも高い評価を得た。
1985年4月13日、師事した石黒宗麿に続く重要無形文化財「鉄釉陶器」の保持者、いわゆる人間国宝に認定された。1970年（昭和45年）には滋賀県志賀町の蓬莱山麓に転居し登り窯の蓬莱窯を築き、以後の作品制作の場とした。1986年、紫綬褒章を受章。1992年、京都市文化功労者表彰。1999年には自身の1940年から1998年までに作成した147点の作品を滋賀県立近代美術館に寄贈した。
1992年以降は若手陶芸家の指導のために自窯である蓬莱窯を開放し積極的な後進の育成に尽力していた。
2004年2月18日、大腸がんのため滋賀県滋賀郡志賀町（現大津市八屋町）の自宅で死去、享年77。
大相撲の立行司（のち副立行司）だった13代木村玉之助は親戚。

## 主な受賞歴
- 日展入選（1951年第7回日展[2]、作品「柚子肌釉大皿」）
- 朝日新聞社賞（1953年第9回日展 - 1956年まで4年連続、現代日本陶芸展）[2]
- 最優秀作家賞（日本陶磁協会、1955年）[5]
- 高松宮総裁賞（1960年第7回日本伝統工芸展、作品「柚子肌釉大皿」）
- ブリュッセル万国博覧会グランプリ[1]（1958年、作品「柿釉深鉢」）
- 日本陶磁協会金賞（1977年）